# FA Amateur Cup
FA Amateur Cup var en engelsk fotbollsturnering som spelades mellan 1893 och 1974.
Turneringen skapades 1893 av The Football Association när de professionella lagen började dominera FA-cupen. Då var amatörfotbollen fortfarande väldigt stark, dock inte lika stark som den professionella. Den lades ned 1974 när FA upphävde skillnaderna mellan professionella och icke professionella klubbar. Istället skapades två nya turneringar FA Trophy och FA Vase.
Den mest framgångsrika klubben i tävlingen med tio vinster är Bishop Auckland.
Resultat i finalen FA Amateur Cup:
- 1973-74 Bishop's Stortford-Ilford 4-1
- 1972-73 Walton & Hersham- Slough Town 1-0
- 1971-72 Hendon-Enfield 2-0
- 1970-71 Skelmersdale United-Dagenham 4-1
- 1969-70 Enfield-Dagenham 5-1
- 1968-69 North Shields-Sutton United 2-1
- 1967-68 Leytonstone- Chesham United 1-0
- 1966-67 Enfield-Skelmersdale United 0-0 (aet), 3-0
- 1965-66 Wealdstone-Hendon 3-1
- 1964-65 Hendon-Whitby Town 3-1
- 1963-64 Crook Town-Enfield 2-1
- 1962-63 Wimbledon-Sutton United 4-2
- 1961-62 Crook Town-Hounslow 1-1 (aet), 4-0
- 1960-61 Walthamstow Avenue-West Auckland 2-1
- 1959-60 Hendon-Kingstonian 2-1
- 1958-59 Crook Town-Barnet 3-2
- 1957-58 Woking-Ilford 3-0
- 1956-57 Bishop Auckland-Wycombe Wanderers3-1
- 1955-56 Bishop Auckland-Corinthian Casuals 1-1 (aet), 4-1
- 1954-55 Bishop Auckland-Hendon 2-0
- 1953-54 Crook Town-Bishop Auckland 1-0
- 1952-53 Pegasus-Harwich & Parkeston 6-0
- 1951-52 Walthamstow Avenue-Leyton 2-1
- 1950-51 Pegasus-Bishop Auckland 2-1
- 1949-50 Willington-Bishop Auckland 4-0
- 1948-49 Bromley-Romford 1-0
- 1947-48 Leytonstone-Barnet 1-0
- 1946-47 Leytonstone-Wimbledon 2-1
- 1945-46 Barnet-Bishop Auckland 3-2
- 1938-39 Bishop Auckland-Wellington 3-0 (aet)
- 1937-38 Bromley-Erith & Belvedere 1-0
- 1936-37 Dulwich Hamlet-Leyton 2-0
- 1935-36 The Casuals-Ilford 1-1 (aet), 2-0
- 1934-35 Bishop Auckland-Wimbledon 0-0 (aet), 2-1
- 1933-34 Dulwich Hamlet-Leyton 2-1
- 1932-33 Kingstonian-Stockton 1-1 (aet), 4-1
- 1931-32 Dulwich Hamlet-Marine 7-1
- 1930-31 Wycombe Wanderers-Hayes 1-0
- 1929-30 Ilford-Bournemouth Gasworks Athletic 5-1
- 1928-29 Ilford-Leyton 3-1
- 1927-28 Leyton-Cockfield 3-2
- 1926-27 Leyton-Barking Town 3-1
- 1925-26 Northern Nomads-Stockton 7-1
- 1924-25 Clapton-Southall 2-1
- 1923-24 Clapton-Erith & Belvedere 3-0
- 1922-23 London Caledonians-Evesham Town 2-1 (aet)
- 1921-22 Bishop Auckland-South Bank 5-2 (aet)
- 1920-21 Bishop Auckland-Swindon Victoria 4-2
- 1919-20 Dulwich Hamlet-Tufnell Park 1-0 (aet)
- 1914-15 Clapton-Bishop Auckland 1-0
- 1913-14 Bishop Auckland-Northern Nomads 1-0
- 1912-13 South Bank-Oxford City 1-1 (aet), 1-0
- 1911-12 Stockton-Eston United 0-0 (aet), 1-0
- 1910-11 Bromley-Bishop Auckland 1-0
- 1909-10 RMLI Gosport-South Bank 2-1
- 1908-09 Clapton-Eston United 6-0
- 1907-08 Dep. Bat. Royal Engineers-Stockton 2-1
- 1906-07 Clapton-Stockton 2-1
- 1905-06 Oxford City-Bishop Auckland 3-0
- 1904-05 West Hartlepool-Clapton 3-2
- 1903-04 Sheffield-Ealing 3-1
- 1902-03 Stockton-Oxford City 0-0 (aet), 1-0
- 1901-02 Old Malvernians -Bishop Auckland 5-1
- 1900-01 Crook Town-King's Lynn 1-1 (aet), 3-0
- 1899-00 Bishop Auckland-Lowestoft Town 5-1
- 1989-99 Stockton-Harwich & Parkeston 1-0
- 1897-98 Middlesbrough-Uxbridge 2-1
- 1896-97 Old Carthusians-Stockton 1-1 (aet), 4-1
- 1895-96 Bishop Auckland-Royal Artillery Portsmouth 8-0
- 1894-95 Middlesbrough-Old Carthusians 2-1
- 1893-94 Old Carthusians-The Casuals 2-1